# Collettea alicjae
Collettea alicjae is een naaldkreeftjessoort uit de familie van de Colletteidae. De wetenschappelijke naam van de soort is voor het eerst geldig gepubliceerd in 2005 door Blazewicz-Paszkowycz & Larsen.